# Giovanni Filippo Certani
Padre Giovanni Filippo Certani dei signori di Cerreto (6 settembre 1645 – 23 novembre 1717) è stato un presbitero italiano dell'Oratorio di San Filippo Neri detto della Madonna di Galliera.

## Biografia
Di nobili origini (la famiglia era una diramazione dei Cerretani di Firenze), si prodigò nell'attività di salvaguardia dalla prostituzione delle donne.
Padre Fr. Francesco Costa fondò l'Ordine delle Penitenti di Santa Maria Egiziaca del quale diede le regole. Fu particolarmente apprezzata la sua attività per risollevare il cattivo andamento dell'Oratorio Neriano di Pesaro, compito che lo fece entrare nelle grazie di papa Clemente XI oltre che del Duca di Modena.
A 67 anni una malattia gli tolse la memoria, facendogli perdere la cattedra di insegnamento presso l'Oratorio. Morì a 72 anni dopo 45 anni, 8 mesi e 15 giorni di congregazione, nella quale entrò il 9 febbraio 1672.
Le sue memorie sono state scritte dal padre Carlo Maria Gabrielli e pubblicate nel 1742 per le stampe di S. Tommaso d'Aquino dalle quali Giovanni Fantuzzi attinse per la sua opera  Notizie degli scrittori bolognesi pubblicata a Bologna nel 1783.
Il seguente elogio fu scritto per il suo funerale:
JOANNES FHILIPPUS CERTANUS

BONONIENSES

ILLUSTRI IN ETRURIA CERRETANA GENTE ORIUNDUS

SACERDOS VITA DOCTRINAQUE CONSPICUUS

NERIANI ORATORII

IN PATRIA DECUS, PISAURI FULCRUM, ALBI DESIDERIUM.

S. INQUISITIONIS BIBLIOTHECAR. ET LIBRORUM CENSOR.

INSTITUTI FAEMINARUM PAENITENTIUM S. MARIA EGIPTIACA

OBSTETRICATOR, NUTRITIUS, EDUCTOR.

PUELLARUM NOCTU PER COMPITA QUAESTUANTIUM

HONESTE ALENDARUM AUCTOR.

INSTITUENDIS SUAE CONGREGATIONIS TIRONIBUS

A TIROCINIO FERE AD SENECTAM USQUE PRAEFECTUS

ANIMI CANDORE, ELOQUI VI, CALAMI FELICITATE

PIETATIS ZELO

VEL SUMMIS IN HONORE PRINCIPIBUS.

## Opere
- Le costituzioni per le Religiose di S.M. Egiziaca approvate dall'E.mo Arcivescovo, con molte grazie e privilegi, conforme apparisce dal suo decreto o siano Lettere d'approvazione in data 6 gennaio dell'anno 1702 e poste in fine delle Costituzioni medesime poscia stampare.
- L'uomo d'Orazione. Bologna 1686 per il Riccaldini in 12
- Ritiramento spirituale di un giorno per ciascun mese: tradotto dal francese, più volte ristampato in 12 in Bologna e altrove.
- La vita ben regolata d'una Dama Cristiana Ms.
- La Dama Cristiana, ovvero regole per vivere santamente ancora nel secolo Ms.
- Epitalamo dell'anima Sposa di Gesù Cristo, cioè pratiche per ben disporsi alla Santissima Comunione. Ms.
- La Maniera di ben predicare. Libro in 12. più volte stampato in Bologna.
- Riti della Messa privata, spiegata secondo il senso più proprio delle Rubriche del messale, e le dottrine degli autori, che scrissero sopra tali materie. Opera postuma di Giovanni Filippo Certani, Prete dell'oratorio di Bologna, dedicata all'Ecc.mo Principe Sig. Cardinale Prospero Lambertini, Arcivescovo di Bologna. Bologna 1737 in 8° a S. Tommaso d'Aquino e 1750 ivi.
- Scrisse, ed umiliò a N.S. Clemente XI un nobilissimo ed erudito Poema in onore, ed in prova del mistero dell'Immacolata Concezione di Maria Vergine. Ms.

Nella libreria dei Padri dell'Oratorio, si conservano alcune poesie latine, e volgari Mfs. ed in quella dell'Istituto. Ad Ioannem Hieronymum Sbaraleam. Elegia. Ms.